# Cochlearia bavarica
Cochlearia bavarica là một loài thực vật có hoa trong họ Cải. Loài này được Vogt mô tả khoa học đầu tiên năm 1985.